# Pentasílabo
El pentasílabo, que tiene origen en las palabras griegas πέντε (cinco) + συλλαβή (sílaba), es el verso de la métrica castellana que consta de cinco sílabas de arte menor.
Generalmente, se usa en combinación con otros versos, por ejemplo en la seguidilla o la estrofa sáfica, aunque también existen romancillos y otros poemas compuestos íntegramente en pentasílabos, como la Canción china en Europa de Federico García Lorca. De carácter fundamentalmente popular, es apto para la expresión de sentimientos ligeros.